# Curaj, câinele cel fricos
Curaj, câinele cel fricos (engleză Courage the Cowardly Dog) este un serial de desene animate american creat de John R. Dilworth pentru Cartoon Network și al optulea serial Cartoon Cartoons. A fost produs de studioul de animație al lui Dilworth, Stretch Films. Serialul îi are ca protagoniști pe Curaj, stăpâna lui, Muriel Traistă (engleză Bagge), o femeie bătrână cu origini scoțiene și Eustache Traistă (engleză Bagge), un fermier bătrân, împreună cu care locuiește într-o fermă din mijlocul lui "Nicăieri". În fiecare episod, trioul este aruncat în situații bizare, frecvent înfricoșătoare, și mereu în peripeții paranormale și supranaturale. Serialul este cunoscut pentru atmosfera sa neagră și umorul său negru și suprarealist.
Dilworth și-a prezentat serialul la prezentarea de animație What a Cartoon! și un episod pilot, "The Chicken from Outer Space", a fost difuzat pe Cartoon Network pe 18 februarie 1996.  Pilotul a fost nominalizat pentru un premiu Oscar, dar l-a pierdut la scurtmetrajul Wallace și Gromit A Close Shave. Scurtmetrajul a primit unda verde de a fi un serial, care și-a dat premiera pe 12 noiembrie 1999 și s-a terminat pe 22 noiembrie 2002, cu 4 sezoane de 13 episoade fiecare. În timpul difuzării sale, a fost nominalizat pentru trei Premii Golden Reel și a câștigat un Premiu Annie. Pe 28 august 2023, serialul a început să fie redifuzat în blocul de programe "Checkered Past" de pe Adult Swim.
În România, serialul a avut premiera în 1999 și a fost difuzat până la începutul anului 2007, după a fost scos din grilă. A fost redifuzat în 2012 în blocul de programe Festivalul Comediei, iar dupa a fost scos din nou din grilă după terminarea blocului. Dupa scurt timp, a fost redifuzat în blocul Cartoon Toon Toon si a fost scos din nou în anul 2014 și nu a mai fost difuzat.

## Sinopsis
Curaj, câinele cel fricos se învârte în jurul lui Curaj, un câine mic și roz, care, în ciuda numelui său, îi este frică chiar și de cele mai banale lucruri. Sperieturile sale sunt, totuși, în mod normal justificate, întrucât el, Muriel și Eustache sunt constant atacați de (sau dau de) diferiți monștri, extratereștri, ticăloși, blesteme, experimente, dezastre naturale și alte forme de pericol pe care Curaj trebuie să le înfrunte.
În fiecare început al episoadelor se afișează trecutul lui Curaj: „Abandonat când era doar un pui, a fost găsit de Muriel, care locuiește în orașul Nicăieri, împreună cu soțul ei, Eustache Traistă. Dar în Nicăieri se-ntâmplă lucruri stranii; Curaj trebuie să-și salveze noua familie.”
În serial, când Curaj vrea să-și salveze familia de la ticălosul respectiv, în loc de tipica faptă eroică, cei doi se angajează într-un joc, de obicei ceva juvenil precum dodgeball sau un concurs de holbat, unde Curaj de obicei - dacă nu întotdeauna - pierde. Ticălosul este apoi înfrânt cu ușurință printr-o varietate de modalități: Curaj păcălește infractorul, scapă de el, corijează ticălosul, îl convinge cumva să se schimbe, Muriel „salvează ziua”, sau (în unele cazuri) ticălosul pur și simplu renunță voluntar, în favoarea plănuirii altei scheme diabolice. 
Aproape fiecare eveniment ce i se-ntâmplă lui Curaj îl face să țipe ca un maniac și să se metamorfozeze (în scop pur informațional) într-un obiect ce înfățișează frica, tristețea, confuzia sau alt sentiment aleatoriu. Totuși, acesta își suprimă frica pentru a o salva pe Muriel.
O caracteristică tipică în serial este parodia sau referința la variate filme clasice horror sau culte, acestea fiind baza pentru numeroase episoade. Acest fapt este observat în episoade precum: „O noapte la Motelul Mâței”, „Demonul din saltea”, „Minunată, adorabilă, simpatică”, „Capete de vită”, „Clubul Mâței”, „Noaptea Vârco-Cârtiței”, „Călătorie spre centrul din Nicăieri”, „Marele Fussili”, „Robotul Randy”, „1000 de ani de Curaj”, „Muriel invizibilă”, „Menajeria de oameni”, „Curaj, musca”, „Mega Muriel Magnifica”, „Transplantul”, „Fantoma lui McGroază”, „Casa neînțelegerilor”, „Robotul Curaj” și „Peripeții în Computer”.
În numeroase episoade, în special în cel pilot, Eustache are să fie rănit într-un mod de obicei macabru până la sfârșitul episodului, doar pentru a apărea viu și nevătămat în episodul posterior. În pilot, Eustache a mâncat oul unei găini extraterestre și s-a transformat el însuși într-una, apoi a fost împușcat cu o armă cu laser. În alt episod, „Curaj în marele și crudul oraș”, Eustache a fost mâncat de bestia misterioasă a lui Gescu.

## Producție

### Pilot
Original, Curaj a debutat ca un desen animat cu un singur episod, intitulat „Puiul din spațiu”, care a fost inclus în programul What a Cartoon! de pe Cartoon Network. Aici, nu era niciun dialog, cu excepția unei replici spuse de Curaj la sfârșitul episodului, care a fost interpretat de o voce diferită, autoritară în acest episod, spunând: "Asta n-ar trebui să i se-ntâmple unui câine!" (în engleză:"This shouldn't happen to a dog!"). Apoi, într-un alt episod numit "Fiul puiului din spațiu" din sezonul 4, ful găinii extraterestre cu un singur corp și trei capete încearcă să se răzbune, dar doar pentru că bunica lor nu-i lasă în casă până când nu-l omoară pe Curaj, cu care au plănuit ca acesta să-și însceneze moartea. „Puiul din spațiu” a fost nominalizat atât la premiile Emmy, cât și la Oscar.

### Serie
În 1999, Cartoon Network a fost de-acord ca Dilworth să transforme pilotul într-o serie. Original, trebuia să fie creată în studiorile Hanna-Barbera, care au finanțat pilotul, dar Dilworth a vrut s-o materializeze la studioul său, Strech Films Studios. Serialul a fost difuzat, având mare succes global, până în 2003, când a fost anulat. A avut 4 sezoane cu 13 episoade pentru fiecare în parte. Emisiunea a terminat difuzarea în 21 noiembrie 2003; totuși, următorul an, când s-a zvonit că este considerat un al cincilea sezon, un număr mare de fani au compus o petiție online, intenționată pentru Cartoon Network, dar aceasta nu a fost trimisă, astfel hotărându-se a nu se înnoi contractul de patru ani pentru serial, rezultând comercializaera unui sfârșit abrupt al lui Curaj, câinele cel fricos.
De asemenea, echipa de producători au decis, după un an obositor unde două sezoane au fost produse fără pauze, că au terminat cu Curaj pentru o vreme. Au hotărât să se concentreze să creeze o nouă serie de animație pentru Cartoon Network, care însă nu a evoluat din pre-producție. În același an, s-au avut discuții privitoare la două proiecte noi pentru Curaj: o coloană sonoră, produsă de compozitorul seriei, Jody Gray, conținând cântece populare și muzică din serial, și un film de lung-metraj; dar niciunul din cele două proiecte nu au fost materializate.

## Status curent
În 16 august 2007, și iarăși în 7 octombrie 2007, s-a făcut un maraton în S.U.A., ce era constituit din 14 segmente de jumătate de oră fiecare, de la ora 12:00 la 19:00, sub titlul „Courage Monstervision Marathon” (rom.: Maratonul Curaj Monstervision). Cel mai recent maraton a fost în 27 aprilie 2008, începând de la 10:00 și sfârșit la 18:00. Curent - în Statele Unite - serialul este difuzat în reluare pe Cartoon Network la 19:30 lunea și marțea.
În Regatul Unit, emisiunea continuă să fie difuzată în reluare, excepția fiind că este la o dată fixă în timpul nopții de la 23:00 la 00:55 GTM. Episoadele sunt date continuu, fără publicitate; acesta este singurul serial din Regatul Unit difuzat în această manieră

## Personaje

### Personaje principale

##### Curaj, câinele cel fricos
- Voce: Marty Grabstein

Curaj este un cățel tot timpul speriat. El locuiește în orașul Nicăieri, Kansas. Acesta a fost abandonat când era doar un pui, dar a fost găsit de Muriel, care l-a dus la ea acasă. Însă este certat de către soțul ei, Eustache Traistă, care adesea îl strigă: „Câine prost!”. Curaj îi salvează constant pe Eustache și Muriel de la pericole extreme. El poate vorbi bine limba cu telespectatorii, dar când vrea să comunice ceva altui personaj, se bâlbâie și nu reușește să transmită mesajul.

##### Muriel Traistă (Bagge)
- Voce: Thea White

Muriel este o doamnă scoțiană în vârstă. Ea l-a găsit pe Curaj, când era doar un pui, și l-a luat acasă. Tot ea este cea care-l apără de Eustache.
Îi place să bea ceai, să cânte la sitar, să-și îngrijească grădina sau să se uite la televizor. Este foarte bună și amabilă, chiar și-atunci când nu este cazul.

##### Eustache Traistă (Bagge)
- Voce: Lionel G. Wilson și Arthur Anderson

Eustache este un fermier bătrân, soțul lui Muriel. Îl insultă mereu pe Curaj.
Îi plac lucrurile simple cum ar fi fotoliul său, televizorul, ziarul, banii sau camioneta sa.
Când este gelos, vrea să râdă sau să fie lăsat în pace de Curaj. Eustache își scoate o mască mare și verde și începe să strige: „uga-buga-buga!”, speriindu-l pe acesta. Acesta îi spune lui Curaj Câine prost!

Dr. Le Quack
- Voce: Paul Schoeffler

Dr. Le Quack este modelul perfect al ticălosului perfid și galant, care te fură pe la spate. Vocea lui Aurelian Temișan conturează perfect personajul, încropându-l în mister, seducție, inteligență malefică și dualitate de netăgăduit. Le Quack este un infractor căutat la nivel internațional.

#### Mâța
- Voce: Paul Schoeffler

Mâța este o pisică roșie antropomorfă, ce are propria sa muzică de fundal de fiecare dată când apare. Este dușmanul de moarte al lui Curaj și antagonistul ce apare cel mai des în serie. Este specializat în afaceri înșelătoare, ca întreținerea unei "stațiuni de vacanță", unui magazin de dulciuri, a unui motel și a unei croaziere cu submarinul. Este extrem de sadic și multe dintre afacerile sale sunt menite să-i tortureze sau chiar să-i omoare pe clienții lui; de exemplu, în episodul O noapte la Motelul Mâței, și-a hrănit păianjenii lui carnivori cu rezidenții motelului respectiv, iar în episodul Clubul Mâței, i-a transformat pe naufragiații insulei în mașini antropomorfe. Mâța întotdeauna îi trage pe sfoară pe Muriel și pe Eustache să încerce serviciile pe care le oferă motanul viclean, însă Curaj niciodată nu cade pradă acestora. Toate serviciile sale au o regulă strictă, "Nu primim câini", forțându-l pe Curaj să se furișeze pentru a-și salva stăpânii. Mâța întotdeauna se bucură de "un mic joc", astfel încât toate luptele cu Curaj sunt de fapt jocuri, ca și concursul de holbat, în care mereu se pare că motanul roșu câștigă, deși întotdeauna este învins la final. Mereu când este lovit sau rănit, exclamă "Speram să nu faci asta!" sau "Trist, nu-i așa?" whenever he explains a personal background story, or "A bit of sport before dying, Dear Boy?" when battling Courage.[8] Most of his scams start with "Welcome to Katz (scam). I'm Katz".

#### Di Lung
- Voce: Tim Chi Ly

Este un tânăr care apare în multe episoade. Replica lui de bază e: "Ai grijă pe unde mergi, nebunule!" , sau "Cască ochii, prostule!".

### Personaje secundare
- Shirley - Este o vrăjitoare care-l poreclește pe Eustache „Cel prost”. Este săracă, trăiește într-o căruță.
- Computer - Computer este calculatorul lui Curaj, care-i dă informații în situațiile cumplite. Este foarte sarcastic și face o glumă de oricâte ori i se ivește o ocazie.
- Ma Traistă (Bagge) - Ma este mama lui Eustace. Este de fapt cheală ca Eustace. Din această cauză, Ma poartă o perucă roșcată. Nu-i prea încântată de Eustache, dar îl iubește. Ma îl place mult pe Curaj și îl alintă mult. Nu-i place ciocolata și este alergică la flori (la un anumit fel). În unele episoade, Ma este dușmanca lui Curaj și se luptă cu el.
- Reporterul din Nicăieri - El este un domn roșcat și puțin sărit de pe fix. Cu el începe fiecare episod, spunând: "Întrerupem acest program, pentru a vă prezenta serialul Curaj, câinele cel fricos!..."
- Horst Traistă este fratele lui Eustache.

## Episoade
Serialul se întinde pe 4 sezoane, fiecare cu câte 13 episoade, plus un pilot.

### Pilotul: 1995
| # | Data difuzării    | Titlu                                                 | Sumar |
| - | ----------------- | ----------------------------------------------------- | --- |
| 0 | 31 decembrie 1995 | Puiul din spațiu (eng.: The Chicken from Outer Space) | Un episod nominalizat la premiile Oscar și prima incursiune a lui John R. Dilworth în universul Curaj, acest pilot o prezintă pe Muriel Bagge (Traistă în adaptarea română) mângâindu-l pe Curaj, un câine roz, blând dar timid, speriat și de un șoarece. Eustace Bagge (Eustache Traistă), soțul lui Muriel, este acru și rău, speriindu-l pe Curaj cu o mască verde. La un moment dat apare un OZN colosal, ce coboară din cer, din care iese o găină extraterestră răuvoitoare. Curaj trebuie să salveze ferma. Ticăloși: Puiul din spațiu |

### Sezonul 1: 1999-2000
| #  | Data difuzării    | Titlu                                                                                       | Sumar |
| -- | ----------------- | ------------------------------------------------------------------------------------------- | --- |
| 1  | 12 noiembrie 1999 | O noapte la Hotelul Mâței (eng.: A Night at the Katz Motel)                                 | Familia Traistă se întoarce din vacanță și se oprește la un hotel izolat, înainte de ultimul drum al călătoriei lor. Din nefericire, hotelul este deținut de infractorul Mâță, o pisică roșie antropomorfă, ce își folosește oaspeții ca hrană pentru păienjenii lui. Pe când aceștia se pregătesc să devoreze familia, Curaj trebuie să scape din lesă ca să o salveze. Ticăloși: Mâță și păianjenii lui  |
| 1  | 12 noiembrie 1999 | Tocănița bunicii (eng.: Cajun Granny Stew)                                                  | O vulpe șireată pune ochii pe Muriel, aceasta fiind ingredientul-cheie în tocana de bunică pe care o prepară. Curaj se pregătește, astfel, să fugărească vulpea pentru a o salva pe Muriel. Ticăloși: Vulpea |
| 2  | 19 noiembrie 1999 | Umbra lui Curaj (eng.: The Shadow of Courage)                                               | Un bătrânel bogat moare singur în observatorul său, dându-i drumul umbrei sale jucăușe. Umbra apoi joacă feste și glume asupra cetățenilor din Nicăieri, până când Curaj îl sfătuiește să devină umbra unei stele din cer. Ticăloși: Umbra bătrânului bogat |
| 2  | 19 noiembrie 1999 | Dr. Le Mac, specialist în amnezie (eng.: Dr. Le Quack, Amnesia Specialist)                  | În consecința unui accident de pe acoperișul casei, Muriel are amnezie, lăsându-l astfel pe Eustache stăpân al casei, dându-l afară pe Curaj. Dat afară, Curaj cere ajutorul unui specialist în amnezie, Dr. Le Mac. Acesta se dovedește a fi un infractor căutat de poliție, care e interesat de bunurile familiei. Ticăloși: Dr. Le Mac                                                                  |
| 3  | 26 noiembrie 1999 | Curaj îl întâlnește pe Bigfoot (eng.: Courage Meets Bigfoot)                                | Bigfoot este observat lângă ferma familiei Traistă și o recompensă este oferită pe capul acestuia. Dar un Bigfoot neașteptat de blând se împrietenește cu Curaj (după o luptă cu fructe), care acuma trebuie să îl protejeze de Eustache, care dorește recompensa. Ticăloși: Eustache |
| 3  | 26 noiembrie 1999 | Cap încins (eng.: Hothead)                                                                  | Săturat de capul său chel, Eustache participă într-un experiment pentru a lecui calviția. Medicamentele pe care le încearcă nu îi aduc păr, ci puterea de a exploda orice lucru către care simte furie. Curaj trebuie să îl mențină calm, altfel riscă ca Muriel să explodeze. Ticăloși: Niciunul |
| 4  | 3 decembrie 1999  | Demonul din saltea (eng.: The Demon in the Mattress)                                        | După ce a cumpărat o saltea blestemată, fără a știi, Muriel devine posedată de un demon răzbunător. Eustache și Curaj trebuie astfel să găsească o cale de a extrage demonul din Muriel și de a salva casa de rău. Notă: Acest episod este o parodie a filmului „Exorcistul”. Ticăloși: Demonul din saltea, șobolanii demonici                                                                             |
| 4  | 3 decembrie 1999  | Fred cel groaznic (eng.: Freaky Fred)                                                       | Nepotul lui Muriel, Fred, vine în vizită la fermă. Acesta este un bărbier dereglat mintal, astfel, când rămâne blocat în baie cu Curaj, îl rade și îl fugărește. Notă: Fred este o parodie a personajului fictiv Sweeney Todd. Ticăloși: Fred |
| 5  | 17 decembrie 1999 | Noaptea Vârco-Cârtiței (eng.: Night of the Weremole)                                        | În încercarea de a hrăni un iepure, Muriel este mușcată de o „cârtiță-vârcolac”. În următoarea noapte, ea se transformă într-o creatură similară. Pe când Eustache se luptă cu nevasta lui transfigurată cu un ciocan uriaș, Curaj caută un leac pe internet. Ticăloși: Vârco-Cârtița |
| 5  | 17 decembrie 1999 | Ziua mamei (eng.: Mother's Day)                                                             | Eustache și Curaj îi fac o vizită mamei lui Eustache de Ziua Mamei. Deși Eustache încearcă să câștige afecțiunea mamei sale, ea preferă să stea cu Curaj, spre nefericirea amândurora. Ticăloși: Niciunul |
| 6  | 14 ianuarie 2000  | Frații rață (eng.: The Duck Brothers)                                                       | Muriel este victima unui aparat de control al minții al unor frați - o pereche de rațe extraterestre. După misiunea de a salva cel de-al treilea frate din bucătăria unei facilități militare folosind-o pe Muriel, Curaj se oferă a reuni familia extraterestră. Ticăloși: Frații rață |
| 6  | 14 ianuarie 2000  | Vrăjitoarea Shirley (eng.: Shirley the Medium)                                              | Curaj descoperă o cutie încuiată, lăsată de fratele decedat al lui Eustache, Horst. Crezând că ar putea conține sume vaste de bani, Eustache apelează la ajutorul mediumului Shirley pentru a găsi cheia. După deschiderea cutiei, acesta dă drumul la un monstru de dinăuntru; Curaj încearcă să-și salveze stăpânii. Shirley îl poreclește pe Eustache „Cel prost”. Ticăloși: Monstrul din cutia cu bani |
| 7  | 21 ianuarie 2000  | Blestemul Regelui Ramses (eng.: King Ramses' Curse)                                         | O perehce de hoți fură o piatră de valoare din mormântul unei mumii. Din nefericire, piatra este bântuită de spiritul Regelui Ramses, mumia în cauză. Spiritul aruncă asupra lor o serie de blesteme puternice, lăsând piatra să zboare până în pragul fermei, unde e Curaj. Ticăloși: Regele Ramses |
| 7  | 21 ianuarie 2000  | Picior cu bube (eng.:The Clutching Foot)                                                    | O ciupercă monstruoasă acaparează piciorul lui Eustache și îl înghite, formându-se într-o gașcă de mafioți. Curaj este nevoit să le facă pe plac, pentru a evita înfăptuirea amenințării lor de a o strivi pe Muriel. Ticăloși: Piciorul lui Eustache |
| 8  | 28 ianuarie 2000  | Cocoșatul din Nicăieri (eng.: The Hunchback of Nowhere)                                     | Un cocoșat urât cu o fire blândă încearcă să găsească adăpost pe timpul unei furtuni și dă de ferma fam. Traistă. Pe când Muriel și Curaj sunt fericiți să-și împartă casa cu el, Eustache îl alungă, în mare parte datorită urâțeniei sale. Fără altă alternativă, cocoșatul se adăpostește în hambarul lor, unde Curaj îl găsește și se împrietenește cu el. Ticăloși: Eustache                          |
| 8  | 28 ianuarie 2000  | Zeul-Gâscan (eng.: The Gods Must Be Goosey)                                                 | Un zeu-gâscan se îndrăgostește de Muriel și încearcă în orice mod să o ia în ceruri și să o facă regina lui. Curaj, nefiind de acord, vrea să strice curtatul gâștei pentru a evita plecarea stăpânei. Ticăloși: Zeul-Gâscan |
| 9  | 2 martie 2000     | Regina iazului negru (eng.: Queen of the Black Puddle)                                      | După o ploaie puternică la fermă, rămâne o singură baltă. Din adâncurile sale interminabile se ridică o cratură feminină, care îl ademenește pe Eustache într-o transă hipnotică. Acesta este apoi luat spre castelul scufundat al creaturii. Văzând-o pe Muriel plângând după soțul ei dispărut, Curaj se scufundă în iaz pentru a-l salva pe fermier. Ticăloși: Regina iazului negru                     |
| 9  | 2 martie 2000     | Toată lumea vrea să fie regizor (eng.: Everyone Wants to Direct)                            | Un regizor misterios numit Benton Tarantella vizitează ferma într-o noapte întunecată, oferind familiei o șansă să fie staruri de cinema. Pe măsură ce planurile sale adevărate și sinistre sunt descoperite, Curaj trebuie să găsească o cale de a salva familia de la o pățanie teribilă. Ticăloși: Benton Tarantella și Aron Van Volkheim                                                               |
| 10 | 9 martie 2000     | Sosește Omul-de-Zăpadă (eng.: The Snowman Cometh)                                           | Ultimul om de zăpadă se lamentează asupra vieții; făcut din nea, el este blestemat să se topească. Dar la vederea familiei Traistă, care este inexplicabil într-o vacanță în arctic, el născocește un complot să extragă gena umană „anti-topire” din Eustache și Muriel. Totul depinde de Curaj pentru salvarea stăpânilor lor de la lichefiere. Ticăloși: Omul-de-Zăpadă                                 |
| 10 | 9 martie 2000     | Minunată, adorabilă, simpatică (eng.: The Precious, Wonderful, Adorable, Loveable Duckling) | Eclozată de Eustache, prin accident, adorabila rățușcă neagră formează o dragoste puternică pentru fermier, crezând că este mama sa. Gelos pe Muriel pentru atenția „mamei” sale, el complotează să se descotorosească de ea, un plan pe care Curaj trebuie să-l oprească. Ticăloși: Rățușca |
| 11 | 16 martie 2000    | Capete de vită (eng.: Heads of Beef)                                                        | Muriel, îmbolnăvită, nu mai poate să pregătească cina pentru Curaj și Eustache, așa că ei pleacă la un restaurant local, ce este deținut de un porc antropomorf și soția acestuia. Dar o serie de evenimente stranii îl face pe Curaj să creadă că proprietarii își mănâncă clienții, și trebuie să scape de ei. Ticăloși: Niciunul                                                                        |
| 11 | 16 martie 2000    | Clubul Mâței (eng.: Klub Katz)                                                              | Naufragiați pe țărmul unei insule pustii după ce o croazieră de lux sfârșește tragic, familia Traistă dau de Mâță, care acuma deține o stațiune exclusivistă: Clubul Mâței. Planul acestuia este ulterior descoperit, astfel Curaj trebuie să o salveze pe Muriel de o soartă neplăcută. Ticăloși: Mâța |
| 12 | 23 martie 2000    | Răzbunarea puiului din spațiu (eng.: The Revenge of the Chicken from Outer Space)           | Găina diabolică extraterestră din episodul pilot se întoarce în forma sa decapitată și prăjită pentru răzbunare asupra lui Curaj, inamicul său de moarte. Ticăloși: Puiul din spațiu |
| 12 | 23 martie 2000    | Călătorie spre centrul din Nicăieri (eng.: Journey to the Center of Nowhere)                | Înfuriați atât de secetă, cât și de Muriel, care folosește vinetele ca mâncare, un grup umanizat de vinete complotează împotriva ei. Folosind o deghizare, Curaj trebuie să se ducă în ascunzătoarea lor pentru a-și salva stăpâna. Ticăloși: Vinetele |
| 13 | 30 martie 2000    | Micuța Muriel (eng.: Little Muriel)                                                         | După ce ferma este înghițită de o tornadă puternică, Muriel (singura din casă la momentul respectiv) se întoarce la vârsta de 3 ani și jumătate. Curaj trebuie să călătorească spre emisfera sudică cu stăpâna sa întinerită pentru a anula acest regres. Ticăloși: Tornada |
| 13 | 30 martie 2000    | Marele Fusilli (eng.: The Great Fusilli)                                                    | Un aligator ce se autointitulează Marele Fusilli vine în Nicăieri cu trupa sa de actori, căutând a-și extinde numărul de membrii. Muriel și Eustache sunt vrăjiți de farmecul scenei; chiar și Curaj, deși suspicios, se lasă sedus. Cel puțin până când descoperă soarta foștilor membrii a lui Fusilli. Ticăloși: Fusilli                                                                                |

### Sezonul 2: 2000-2001
| #  | Data difuzării    | Titlu                                                                   | Sumar |
| -- | ----------------- | ----------------------------------------------------------------------- | --- |
| 14 | 31 octombrie 2000 | Copacul magic de Nicăieri (eng.: The Magic Tree of Nowhere)             | Un copac magic cu puterea de a îndeplini dorințe crește lângă fermă; deși Muriel și Curaj sunt fericiți de prezența și cadourile copacului, Eustache se simte amenințat, incapabilitatea sa în calitate de aprovizionator al familiei devine tot mai evidentă pe măsură ce ei primesc tot mai multe de la arbore. Într-o stare de furie, Eustache îș dorește, accidental, ca Muriel să se îmbolnăvească, care servește la fosta justificare de tăiere a copacului. Curaj trebuie să apere copacul de Eustache, până când acesta va face un leac pentru boala lui Muriel. Ticăloși: Eustache |
| 14 | 31 octombrie 2000 | Robotul Randy (eng.: Robot Randy)                                       | Clasat ca un ratat de ceilalți din rasa sa, un robot extraterestru pe nume Randy călătorește pe Pământ pentru a-și dovedi valoarea. Cu familia sa transformată în sclavi de către robot, Curaj încearcă să aducă la iveală sensivitatea acestuia pentru a salva ferma. Ticăloși: Robotul Randy |
| 15 | 7 noiembrie 2000  | Blestemul lui Shirley (eng.: The Curse of Shirley)                      | Shirley, supărată pe Eustache pentru refuzul său de a oferi măcar un strop de generozitate, aruncă un blestem (un nor ce plouă încontinuu) asupra lui. Pentru a preveni eșecul zilei de naștere a fermierului cauzat de propria stare precipitată, Curaj o imploră pe Shirley pentru ajutor. Ticăloși: Niciunul |
| 15 | 7 noiembrie 2000  | Curaj în marele și crudul oraș (eng.: Courage in the Big Stinkin' City) | După ce câștigă un concurs de sitar, Muriel ia familia și pleacă la New York pentru a o vedea cântând la Sala Radio. Pierdut prin metropolă, un mare și grotesc gândac pe nume Gongescu, chemat Gescu la propria cerere, păcălește familia Traistă, pretinzând că face parte din spectacol. Doritor să prevină ca Muriel și Eustache să fie consumați de o creatură necunoscută, Curaj trebuie să aducă un "pachet rău" pentru gândacul malefic, în timp ce evită urma unui polițist, care devine suspicios pe el. Ticăloși: Gongescu (Gescu, îmi pare rău) |
| 16 | 14 noiembrie 2000 | Probleme de familie (eng.: Family Business)                             | Un tâlhar confuz, ce suferă de schizofrenie, intră în casa familiei Traistă, schimbându-se între un hoț nemilos ce vrea să-i jefuiască și un tânăr blând vizitându-și familia (membrilor Traistă li se dă diverse roluri în familia imaginară a hoțului). Pentru a preveni ceva neplăcut, Curaj face tot posibilul pentru a scoate hoțul din casă, astfel încurcându-se într-o situație neobișnuită cu acesta. Ticăloși: Tâlharul |
| 16 | 14 noiembrie 2000 | 1000 de ani de Curaj (eng.: 1,000 Years of Courage)                     | După ce un impact cu un meteor Pământul se învârte în jurul propriei axe la o viteză alarmantă, familia este dusă inexplicabil cu o mie de ani în viitor, o perioadă unde Terra este condusă de o rasă de banane inteligente și vorbitoare. Când familia încearcă să se adapteze noilor împrejurimi, Curaj descoperă secretul întunecat al noii societăți. Ticăloși: Regele "Banană" |
| 17 | 19 ianuarie 2001  | Curaj și Mumia (eng.: Courage Meets the Mummy)                          | Mumia unui bucătar maiaș iese din sarcofagul său, croindu-și drumul, în mod misterios, spre Nicăieri. Exploratorul care a descoperit mumia îi găsește pe Muriel, Eustache & Curaj și îi informează de sosirea iminentă a mumiei. Se pare că, într-o viață anterioară, Muriel și Eustache au fost Regina Maiașă și sfătuitorul ei, respectiv; mumia fusese bucătarul regal al Reginei. După ce fusese blamat pe greșite că a furat prăjiturile regale din borcanul regal de prăjituri, acesta a fost executat. Acum, el caută răzbunare. Ticăloși: Mumia |
| 17 | 19 ianuarie 2001  | Muriel invizibilă (eng.: Invisible Muriel)                              | Curaj descoperă un safir mare și i-l dăruiește lui Muriel, care începe să devină transparentă din cauza acestuia. După ce este capturată de guvern, care era în căutare după piatra prețioasă, Curaj se pregătește de o călătorie trans-continentală pentru a o găsi, în timp ce Eustache și Dr. Vindaloo încearcă să lecuiască invizibilitatea. Ticăloși: Niciunul |
| 18 | 22 feruarie 2001  | Menajeria de oameni (eng.: Human Habitrail)                             | Un doctor suspect, pe nume Doc Gerbil, intră în casa familiei Traistă sub pretextul că ar vinde un aspirator de praf. Folosind acest aspirator, îi capturează pe Eustache și Muriel și îi duce la laboratorul său, pentru a-i folosi pentru a-și testa produsele. Curaj se infiltrează în vizuina sa pentru a-i salva. Ticăloși: Doc Gerbil |
| 18 | 22 feruarie 2001  | Misiune pe Soare (eng.: Mission To The Sun)                             | Familia Traistă este propulsată în spațiu, fiind trimiși într-o misiune pentru a repara soarele, ce începe să se stingă. Lucrurile se desfășoară cu bine, până când un parazit extraterestru intră în creierul lui Muriel, forțând-o să saboteze misiunea. Pe când Eustache este preocupat cu toaleta stricată, doar Curaj poate să-și salveze stăpâna și Terra, toate deodată. Ticăloși: Parazitul extraterestru |
| 19 | 16 martie 2001    | Curaj, musca (eng.: Courage the Fly)                                    | În timp ce se bucura de mușcatul unei ghete, Curaj întâlnește un asiatic misterios numit Di Lung, căruia îi place să facă experimente aleatorii pe trecători. Următoarea victimă este Curaj, pe care-l transformă într-o muscă roz. Acesta află că un satelit guvernamental scăpat de sub control cade spre fermă și trebuie să-și salveze familia, în starea în care e. Ticăloși: Di Lung |
| 19 | 16 martie 2001    | Bomboanele Mâței (eng.: Katz Kandy)                                     | Săturat să mai fie pe locul II, după Muriel, în fiecare an la concursul local de dulciuri, Mâța invocă un montru de jeleu pentru a-și captura rivala. Nefiind în stare să o confrunte pe Mâță fizic sau intelectual, Curaj trebuie să găsească un mod de a învinge felina malefică. Ticăloși: Mâța |
| 20 | 3 aprilie 2001    | Televiziunea din Nicăieri (eng.: Nowhere TV)                            | Maleficul Dr. Le Mac vizitează din nou ferma protagoniștilor sub deghizarea unui reparator de televizor. După ce strică televizorul familiei și se oferă să-l repare, el îl convertește într-o mașinărie hipnotizatoare, transformându-i pe Muriel și Eustache în sclavii lui. Fiind singurul ce a scăpat de hipnoză, Curaj îi urmărește pe stăpânii săi pentru a găsi o cale de a-i aduce la normal. Ticăloși: Dr. Le Mac |
| 20 | 3 aprilie 2001    | Muriel, Magnifica (eng.: Mega Muriel the Magnificent)                   | Inteligența artificială (I.A.) din computerul lui Curaj își bate joc de memoriile scrise de acesta, văzând cățelul roz ca o floare fricoasă. După ce un trăznet de electricitate lovește calculatorul, dându-i viață, I.A. se încarcă în corpul lui Muriel pentru a-i arăta lui Curaj ce înseamnă să fii cu adevărat curajos. Spre disperarea lui Curaj, asta implică punerea în risc a vieții lui Muriel. Ticăloși: Calculatorul lui Curaj |
| 21 | 10 aprilie 2001   | Păr periculos (eng.: Bad Hair Day)                                      | Doctorul Vindaloo este mitutit să spună "Marii Industrii" că Muriel are o grupă sangvină rară numită ABXYZ. Curaj trebuie să o salveze pe Muriel de la "Mare Industrie" pentru a nu fi supusă la experimentele de creștere a părului. Ticăloși: Ma Traistă |
| 21 | 10 aprilie 2001   | Pălăria de aur (eng.: Forbidden Hat of Gold)                            | Eustache găsește o hartă veche a fratelui său decedat, Horst. Destinația hărții este un templu ce găzduiește o pălărie de aur, pe care Eustache o vrea cu desăvârșire. Însă fermierul își conduce familia spre pericol. Ticăloși: Niciunul |
| 22 | 17 aprilie 2001   | Râul Șarpelui Rău (eng.: Serpent of Evil River)                         | Familia Traistă este păcălită cu o croazieră gratuită, doar pentru a asista un căpitan dur să o vâneze pe Carmen, un șarpe iubitor de operă. Ticăloși: Căpitanul |
| 22 | 17 aprilie 2001   | Transplantul (eng.: The Transplant)                                     | Familia Traistă găsește în apropierea casei lor o fosilă de Cangur Uriaș. Cercetătorii veniseră din întâmplare să descopere fosila, iar între timp Eustache își rupe splina. Pentru operația pe splină a lui Eustache, s-a folosit un os din coloana vertebrală a fosilei de cangur uriaș. După operație, Eustache se transformă el însuși într-un cangur uriaș, iar Curaj trebuie să găsească o metodă de al readuce la normal. Ticăloși: Niciunul |
| 23 | 26 octombrie 2001 | Stricat mașină, telefon da (eng.: Car Broke, Phone Yes)                 | Un extraterestru îi fură bunătatea lui Muriel și Curaj trebuie să i-o aducă înapoi bătrânei, sau aceasta va fi pentru totdeauna morocănoasă. Ticăloși: Extraterestrul |
| 23 | 26 octombrie 2001 | Curaj, cowboy (eng.: Cowboy Courage)                                    | Curaj visează că este șerif într-un oraș din Vestul Sălbatic, că Muriel este o berăriță frumoasă iar Eustache (zis "Biciuilă") - un șerif rău înviat din morți. Întregul vis este, de fapt, ceea ce Muriel i-a citit lui Curaj dintr-o carte a cărei acțiune se petrecea în Vestul Sălbatic. Ticăloși: Biciuilă |
| 24 | 2 noiembrie 2001  | Gărgărița cea Rea (eng.: Evil Weevil)                                   | Conducând camionul împreună cu restul familiei lui, Eustache lovește o gărgăriță ciudată, iar Muriel o lasă să cineze acasă. Dar gărgărița are niște planuri rele... Ticăloși: Gargarita cea Rea |
| 24 | 2 noiembrie 2001  | Fantoma lui McGroază (eng.: McPhearson Phantom)                         | Mariajul lui Muriel cu soțul ei Eustache este pus la încercare când sunt manipulați în a fi unul împotriva celuilalt și invers de o fantomă îndemânatică numită Fantoma lui McGroază și de neașteptata Ma Traistă, mama lui Eustache. Ticăloși: Ma Traistă și Fantoma lui McGroază |
| 25 | 9 noiembrie 2001  | Casa neînțelegerii (eng.: The House of Discontent)                      | Spiritul Echinocțiului apare într-o noapte, poruncindu-i familiei Traistă să părăsească domiciliul lor din cauza faptului că la ferma lor nu crește nimic. Curaj trebuie astfel să crească o plantă până la miezul nopții, altfel familia va suporta consecințele Ticăloși: Niciunul |
| 25 | 9 noiembrie 2001  | Lovitura Balenei de Nisip (eng.: The Sand Whale Strikes)                | O balenă de nisip îl confundă pe Eustache cu tatăl său decedat Eickett, și îi poruncește fermierului să-i înapoieze acordeonul luat pe nedrept de către tatăl său. Ticăloși: Balena de Nisip |
| 26 | 16 noiembrie 2001 | Turnul Doctorului Zalost (eng.: The Tower of Dr. Zalost)                | În acest episod este vorba despre un profesor depresiv și în general neînțeles, care e incapabil să-și depășească a sa condiție jalnică. Învins de gelozia sa față de fericirea altora, lovește în Nicăieri, trăgând cu bile de tun nefericite din turnul său mobil și nimerindu-i pe locuitori, astfel încât întreg orașul devine un loc depresiv. Deși se întâmplă astfel de fapte rele, Doctorul Zalost încearcă să dobândească bani de la ambasadorii Nicăieriului pentru a deveni mai fericit, însă, realizând că asta nu-i aduce ajutorul de care are el nevoie, refuză să readucă la normal problema pe care el a adus-o locuitorilor din oraș. Fiindcă și Muriel a fost lovită de efectul bilelor de tun, Curaj se aventurează în turnul Doctorului Zalost pentru a redobândi fericirea în Nicăieri și să-l învingă pe profesorul pizmaș. Cu pericolul pândind în fiecare colț al turnului, Curaj trebuie să îl înfrunte pe Dr. Zalost și pe animalul său de companie, Șobolan, doar cu o cană de prune fericite dacă vrea să readucă lucrurile la normal. Ticăloși: Doctorul Zalost și animalul lui de companie, Șobolan |

### Sezonul 3: 2002
| #  | Data difuzării   | Titlu                                                      | Sumar |
| -- | ---------------- | ---------------------------------------------------------- | --- |
| 27 | 12 ianuarie 2002 | Muriel și-a găsit nașul (eng.: Muriel Meets Her Match)     | O domnișoară tânără pe nume Maria Landrones și soțul ei, care este doar o mână pe nume Mano Landrones poposește la casa familiei Traistă. Muriel și Eustache nu știu însă că cei doi noi-veniți sunt criminali și Muriel este rugată să-și dezvăluie identitatea. Ticăloși: Maria Landrones și soțul ei, Mano                                                                                           |
| 27 | 12 ianuarie 2002 | Robotul Curaj (eng.: Courage vs. Mecha-Courage)            | Di Lung consideră că bleguțul Curaj nu este un câine prea folositor, de aceea construiește o versiune mecanică a lui, care îl înlocuiește. Ticăloși: Robotul Curaj |
| 28 | 8 februarie 2002 | Tabăra groazei (eng.: Campsite of Terror)                  | Muriel, Eustache și Curaj se duc într-un loc de tabără în week-end. Seara, Muriel este răpită de doi ratoni orfani. Curaj trebuie s-o salveze pe ea și pe ratoni, Eustache încercând să-i prindă pentru a câștiga o sumă de 50,000 de dolari recompensă. Ticăloși: Eustache |
| 28 | 8 februarie 2002 | Capcana din pick-up (eng.: Record Deal)                    | În timp ce își curăța rulota, Shirley găsește un disc vechi și mistic cu Velvet Vic și îl aruncă afară, presupunând că e un gunoi. Eustache îl găsește din întâmplare și când îl ascultă, actualul Velvet Vic iese din patefon și o blochează pe Muriel în el. Curaj trebuie să ceară ajutor de la Shirley, care îi poate spune cum să o elibereze pe Muriel din discul blestemat. Ticăloși: Velvet Vic |
| 29 | 15 martie 2002   | Furtuna (eng.: Stormy Weather)                             | O zeiță a furtunii este descoperită în apropierea fermei,deoarece și-a pierdut cățelul,și aduce furtuna în casa lui Curaj. Zeița încearcă să-l răpească pe Curaj,în ciuda refuzului categoric al lui Muriel. Curaj trebuie să găsească cățelul (pe nume Duncan) ca să salveze ferma de la o distrugere furtunoasă. Ticăloși: Niciunul                                                                   |
| 29 | 15 martie 2002   | Somnul lui Moș Ene (eng.: The Sandman Sleeps)              | Ticăloși: Moș Ene |
| 30 | 7 iunie 2002     | Peripeții în Computer (eng.: Hard Drive Courage)           | Ticăloși: Virusul din Computer |
| 30 | 7 iunie 2002     | Curaj viking (eng.: The Ride of the Valkyries)             | Ticăloși: Trolii |
| 31 | 14 iunie 2002    | Lumea de sub apă (eng.: Scuba Scuba Doo)                   | Ticăloși: Ma Traistă |
| 31 | 14 iunie 2002    | Șmecher Contaminatorul (eng.: Conway the Contaminationist) | Ticăloși: Șmecher |
| 32 | 21 iunie 2002    | Mâța sub apă (eng.: Katz Under the Sea)                    | Ticăloși: Mâță |
| 32 | 21 iunie 2002    | Cortina de cruzime (eng.: Curtain of Cruelty)              | Ticăloși: Profesorul Crud |
| 33 | 28 iunie 2002    | Ospățul broscoilor (eng.: Feast of the Bullfrogs)          | Ticăloși: Regele Broscoi și broscoii |
| 33 | 28 iunie 2002    | Viermele din Lalea (eng.: Tulip's Worm)                    | Ticăloși: Ursuleții |
| 34 | 5 iulie 2002     | Vizită la Luvru (eng.: So In Louvre Are We Two)            | Ticăloși: Niciunul |
| 34 | 5 iulie 2002     | Noaptea Sperietorii (eng.: Night of the Scarecrow)         | Ticăloși: Sperietoarea |
| 35 | 12 iulie 2002    | Mondo Magic (eng.: Mondo Magic)                            | Ticăloși: Magicianul Mondo |
| 35 | 12 iulie 2002    | Atenție la păsări (eng.: Watch the Birdies)                | Ticăloși: Șarpele cel rău |
| 36 | 19 iulie 2002    | Viață de pește (eng.: Fishy Business)                      | Ticăloși: Peștii |
| 36 | 19 iulie 2002    | Oameni furioși și nesuferiți (eng.: Angry Nasty People)    | Ticăloși: Benton Tarantella, Domnul Nașpa |
| 37 | 26 iulie 2002    | Casa blestemului (eng.: Dome of Doom)                      | Ticăloși: Legumele din seră |
| 37 | 26 iulie 2002    | Răzbunarea Omului de Zăpadă (eng.: Snowman's Revenge)      | Ticăloși: Omul de Zăpadă |
| 38 | 2 august 2002    | Clubul de țesătură (eng.: The Quilt Club)                  | Ticăloși: Aliza Lipici și Eliza Lipici |
| 38 | 2 august 2002    | Vânt schimbător (eng.: Swindlin' Wind)                     | Ticăloși: Niciunul |
| 39 | 9 august 2002    | Regele plăcintelor (eng.: King of Flan)                    | Ticăloși: Regele plăcintelor |
| 39 | 9 august 2002    | Curaj sub vulcan (eng.: Courage Under the Volcano)         | Ticăloși: Otto |

### Sezonul 4: 2003
| #  | Data difuzării     | Titlu                                                              | Sumar                                                                                                   |
| -- | ------------------ | ------------------------------------------------------------------ | --- |
| 40 | 6 septembrie 2002  | Povestea unui castor (eng.: A Beaver's Tale)                       | Ticăloși: Niciunul                                                                                      |
| 40 | 6 septembrie 2002  | Spărgătorul de nuci (eng.: The Nutcracker)                         | Ticăloși: Cei doi șobolani                                                                              |
| 41 | 13 septembrie 2002 | Rumpledkiltskin (eng.: Rumpledkiltskin)                            | Ticăloși: Rumpledkiltskin "Unchiul Angus"                                                               |
| 41 | 13 septembrie 2002 | Vizite la domiciliu (eng.: Housecalls)                             | Ticăloși: Casa Doctorului Gerhart                                                                       |
| 42 | 20 septembrie 2002 | Mac Balonul (eng.: Le Quack Balloon)                               | Ticăloși: Le Mac                                                                                        |
| 42 | 20 septembrie 2002 | Vandalii morii de vânt (eng.: Windmill Vandals)                    | Ticăloși: Vandalii morii de vânt                                                                        |
| 43 | 27 septembrie 2002 | Ger groaznic (eng.: The Uncommon Cold)                             | Ticăloși: Marele Bayou                                                                                  |
| 43 | 27 septembrie 2002 | Vânător și vânat (eng.: Farmer-Hunter, Farmer-Hunted)              | Ticăloși: Eustache                                                                                      |
| 44 | 4 octombrie 2002   | Mireasa Monstrului din Mlaștină (eng.: Bride of Swamp Monster)     | Ticăloși: Monstrul din Mlaștină                                                                         |
| 44 | 4 octombrie 2002   | Durerea Țapului (eng.: Goat Pain)                                  | Ticăloși: Țapul                                                                                         |
| 45 | 11 octombrie 2002  | Muriel explodează (eng.: Muriel Blows Up)                          | Ticăloși: Morcovul                                                                                      |
| 45 | 11 octombrie 2002  | Modele de Curaj (eng.: Profiles in Courage)                        | Ticăloși: Niciunul                                                                                      |
| 46 | 18 octombrie 2002  | Masca (eng.: The Mask)                                             | Ticăloși: Câinele Rău                                                                                   |
| 47 | 25 octombrie 2002  | Tigru și câine (eng.: Squatting Tiger, Hidden Dog)                 | Ticăloși: Regina cea Rea                                                                                |
| 47 | 25 octombrie 2002  | Muriel fără grai (eng.: Muted Muriel)                              | Ticăloși: Niciunul                                                                                      |
| 48 | 25 octombrie 2002  | Acva-fermier (eng.: Aqua Farmer)                                   | Ticăloși: Delfinul Jojo                                                                                 |
| 48 | 25 octombrie 2002  | Hrana dragonului (eng.: Food of the Dragon)                        | Ticăloși: Dragonul William                                                                              |
| 49 | 1 noiembrie 2002   | Ultimii făuritori de stele (eng.: The Last of the Starmakers)      | Ticăloși: Eustache                                                                                      |
| 49 | 1 noiembrie 2002   | Fiul Puiului Astronaut (eng.: Son of the Chicken from Outer Space) | Ticăloși: Fiul Puiului din spațiu                                                                       |
| 50 | 8 noiembrie 2002   | Leac curajos (eng.: Courageous Cure)                               | Ticăloși: Niciunul                                                                                      |
| 50 | 8 noiembrie 2002   | Balul răzbunării (eng.: Ball of Revenge)                           | Ticăloși: Eustache, Mâța, Le Mac, Vulpea Cajun, Piciorul cu bube, Vârco-Cârtița și Regina Iazului Negru |
| 51 | 15 noiembrie 2002  | Curaj la cabaret (eng.: Cabaret Courage)                           | Ticăloși: Niciunul                                                                                      |
| 51 | 15 noiembrie 2002  | Furia biblioteca-răului (eng.: Wrath of the Librarian)             | Ticăloși: Niciunul                                                                                      |
| 52 | 22 noiembrie 2002  | Curaj de odinioară (eng.: Remembrance of Courage Past)             | Ticăloși: Doctorul Veterinar                                                                            |
| 52 | 22 noiembrie 2002  | Perfect (eng.: Perfect)                                            | Ticăloși: Profesoara Perfecționistă Notă: Cu acest episod se încheie seria Curaj, cățelul cel Fricos.   |

## DVD
Curaj, câinele cel fricos: Sezonul 1, un DVD cu două discuri ce cuprinde toate cele 14 episoade a primului sezon a fost lansat în Australia în 12 septembrie 2007 de Madman Entertainment.